# Aeroportul Banz
Aeroportul Banz (IATA: BNZ) este un aeroport din Western Highlands Province⁠(d), Papua Noua Guinee.
aeroportul dispune de o singură pistă.